# Ioan Grigore Ghica
Ioan Grigore Ghica (n. 10 decembrie 1830, Iași, Moldova – d. 21 martie 1881, Sankt Petersburg, Imperiul Rus) a fost un politician și diplomat român, fiul ultimului principe al Moldovei, domnitorul Grigore al V-lea Ghica. A fost ministru în varii guverne și a activat ca ambasador la Constantinopol, Viena, Roma și Sankt Petersburg. A fost tatăl lui Vladimir Ghica și al lui Dimitrie I. Ghica.